# Centralny Bank Kuwejtu
Centralny Bank Kuwejtu – bank centralny Kuwejtu z siedzibą w mieście Kuwejt, otwarty 1 kwietnia 1969 roku na mocy Ustawy nr 32 z 1968 w sprawie Waluty, Banku Centralnego Kuwejtu i Organizacji Sektora Bankowego. Do zadań banku należy emisja waluty Kuwejtu, zabezpieczanie jej stabilności i wymienialności oraz kontrolowanie systemu bankowego. Centralny Bank Kuwejtu zastąpił Radę Walutową Kuwejtu w sprawach emisji waluty.

## Zadania
Zadania banku regulowane są Ustawą nr 32 z 1968, według której do jego głównych zadań i funkcji należy:
- emisja waluty
- dążenie do zabezpieczenia stabilności waluty Kuwejtu i jej wymienialności na waluty obce
- dążenie do kierowania polityką kredytową w sposób taki, żeby wspierać postęp społeczny i gospodarczy oraz wzrost dochodu narodowego
- kontrolowanie systemu bankowego w Kuwejcie
- działanie jako bankier Rządu
- świadczenie porad finansowych Rządowi

## Organizacja
Bankiem zarządza Zarząd, składający się z prezesa (gubernatora), wiceprezesa, przedstawiciela Ministra Finansów, przedstawiciela Ministra Handlu i Przemysłu oraz czterech pozostałych członków. Prezes i wiceprezes powoływani są dekretem na pięcioletnią kadencję po zarekomendowaniu przez Ministra Finansów. Przedstawiciele ministerstw powoływani są przez Radę Ministerialną po zarekomendowaniu przez odpowiednich ministrów. Pozostali członkowie powoływani są dekretem na trzyletnią kadencję po zarekomendowaniu przez Ministra Finansów. Wszyscy członkowie zarządu powinni być obywatelami Kuwejtu.